# Jüdischer Friedhof (Mackensen)

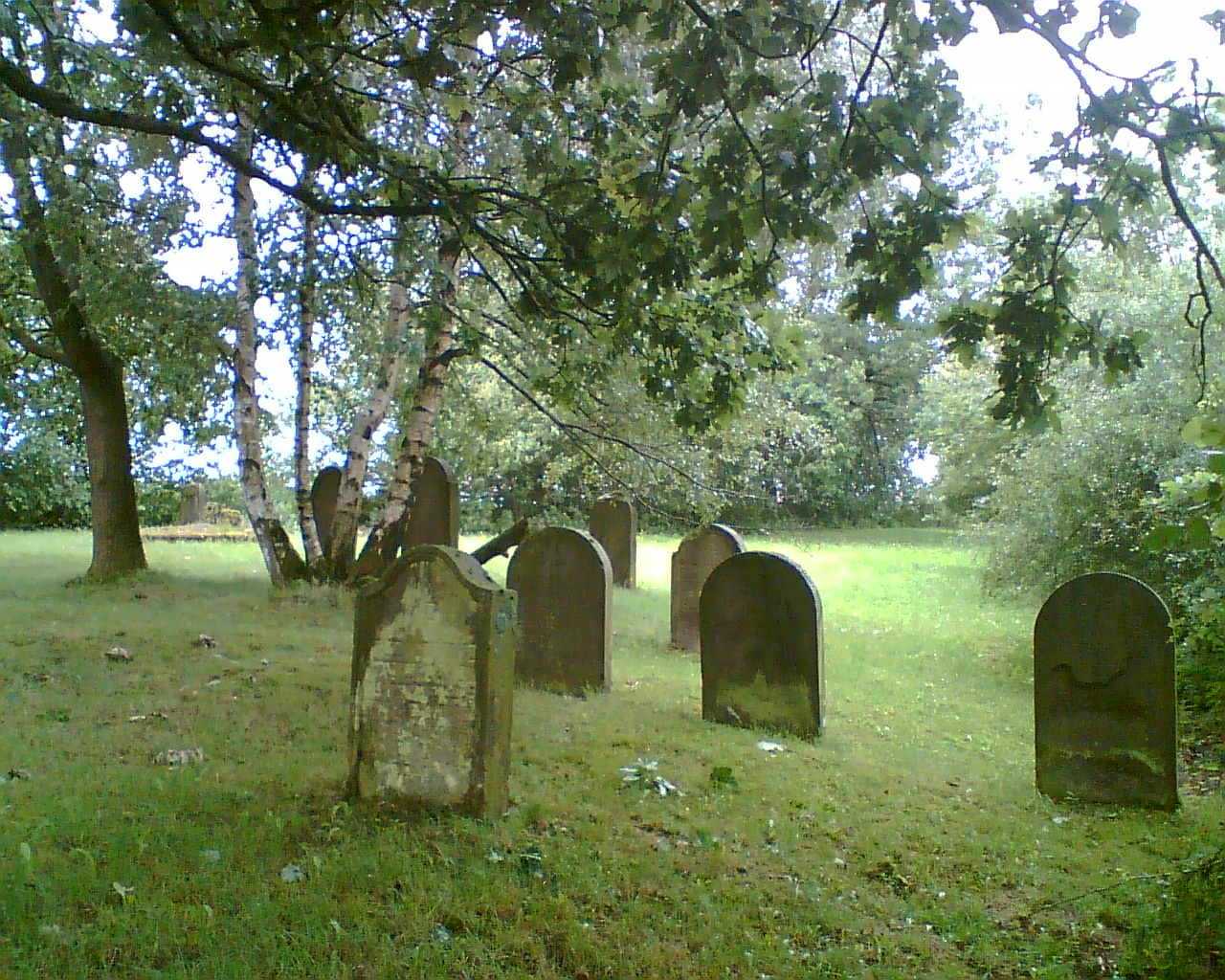
Jüdischer Friedhof in Mackensen

Der Jüdische Friedhof Mackensen ist ein jüdischer Friedhof in der Ortschaft Mackensen, die zur niedersächsischen Kleinstadt Dassel im Landkreis Northeim gehört. Er ist ein geschütztes Kulturdenkmal.
Auf dem Friedhof, der von 1835 bis 1900 belegt wurde und an der Forststraße westlich von Mackensen liegt, befinden sich 20 Grabsteine.